# Schneider Wibbel (Oper)

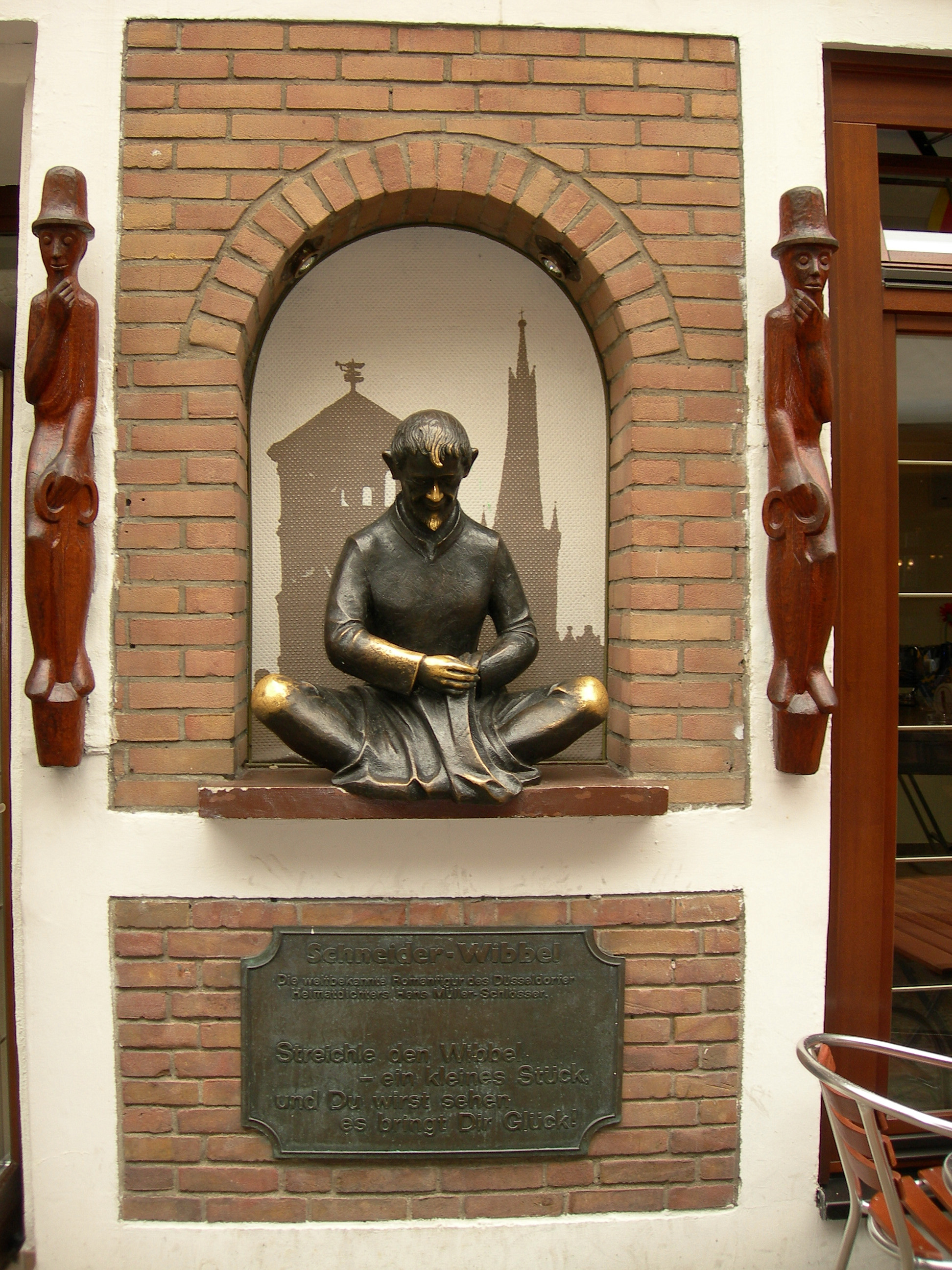
Schneider-Wibbel-Statue in der Altstadt von Düsseldorf

Schneider Wibbel ist eine Heitere Oper in vier Akten von Mark Lothar. Das Libretto stammt von Hans Müller-Schlösser und basiert auf dessen eigenem gleichnamigen Lustspiel, das wiederum auf einer wahren Begebenheit beruhen soll, die sich in Berlin ereignet hat. In dieser Stadt wurde die Oper am 12. Mai 1938 an der Staatsoper Unter den Linden uraufgeführt.

## Orchester
Zwei Flöten, zwei Oboen, zwei Klarinetten, zwei Fagotte, vier Hörner, drei Trompeten, drei Posaunen, eine Pauke, ein Schlagzeug und Streicher. Als Bühnenmusik sind eine Flöte, zwei Trompeten, zwei Hörner und zwei Posaunen vorgesehen. Ihre Aufgabe kann aber auch vom Orchester übernommen werden.

## Handlung

### Ort und Zeit
Im Gegensatz zur historischen Geschichte spielt die Oper in einer alten Stadt am Rhein anno 1813, als Napoleons Truppen das Rheinland besetzt hatten.

### Akte 1 bis 4
Dass die Franzosen nun schon eine schöne Zeit lang das Rheinland besetzt halten, ist dem Schneidermeister Anton Wibbel schon lange ein Dorn im Auge. Als er eines Tages mal wieder etwas zu tief ins Glas geschaut hat, stachelt er die Bänkelsängerin Hopp-Majänn dazu auf, ein Spottlied auf den obersten Dienstherrn der Besatzer vorzutragen. Einer, der ihm nicht gut gesinnt ist, verpfeift ihn im französischen Lager, was zur Folge hat, dass Wibbel wegen Majestätsbeleidigung zu einer vierwöchigen Gefängnisstrafe verurteilt wird. Den Schneidermeister schmerzt dabei am meisten, dass ihm während der Haft wohl einige gute Geschäfte durch die Lappen gehen werden. Er berät sich deshalb mit seiner Gattin Fin, wie man der Schmach und Schande am besten aus dem Weg gehen könnte. Dabei verfallen die beiden auf den Gedanken, einen anderen gegen ein kleines Geldgeschenk als Wibbel auszugeben und ihn statt seiner in den Knast zu schicken.
Zimpel, Wibbels zweiter Geselle, kann ein bisschen zusätzliches Geld gut brauchen und muss deshalb nicht lange überredet werden, für seinen Meister die Strafe abzusitzen. Damit die Nachbarn den Betrug nicht erkennen sollen, wird ihnen ein handfestes Theater vorgespielt, in dem Zimpel von seinem Meister lautstark aus der Werkstatt gejagt wird.
Während der Geselle als vermeintlicher Schneider Wibbel im Kerker schmachtet, genießt sein Meister das Leben zu Hause in vollen Zügen. Von seiner braven ehelichen Hälfte lässt er sich jeden Wunsch von den Augen ablesen. Doch die Idylle währt nicht lange. Schon nach wenigen Tagen steht ein Polizist in der Tür und bringt Fin Wibbel bei, ihr Gatte habe leider während seiner Haft das Zeitliche gesegnet. Sie möge doch dafür sorgen, dass die Leiche bald abgeholt werde.
Wieder grübelt das Ehepaar darüber nach, wie man wohl der verfahrenen Situation am besten Herr werden könnte. Da kommt dem klugen Finchen die Erleuchtung: Anton Wibbel rasiert sich den Ziegenbart ab, verpasst sich eine neue Frisur, schlüpft in die Kleidung eines Gecken, und schon hat er eine neue Identität. Als Freund der Familie Wibbel begleitet er nun die „Witwe“ zu seiner eigenen Beerdigung. Er ist richtig stolz auf seine Fin, als er sieht, wie tieftraurig sie die Beileidsbekundungen entgegennimmt.
Die Nachbarn tuscheln miteinander und wundern sich, dass Fin Wibbel jeden Tag Besuch von einem feschen Kavalier erhält, und dies auch noch so kurz nach dem Ableben ihres Mannes. Will sie etwa schon wieder heiraten? Besonders ärgert sich der Geselle Mölfes über diese Besuche, hatte er sich doch schon Chancen ausgerechnet, seinen Meister beerben zu können. Der zwar wesentlich älteren, aber finanzstarken Witwe wegen würde er sogar auf eine Ehe mit seiner Verlobten Mariechen Ullenbroich verzichten.
Als das Ehepaar Wibbel wieder einmal in Feierlaune etwas zu stark dem Alkohol zugesprochen hat, löst der Rheinwein des Schneidermeisters Zunge. Er lüftet das Geheimnis um den Tod seines zweiten Gesellen. Finchen aber zeigt sich darüber nicht erbaut; doch ihr Versuch, Anton Wibbel als dessen Bruder Jean-Baptist auszugeben, ist letztendlich zum Scheitern verurteilt. Keiner glaubt ihr diese absurde Geschichte.
Da trifft die Nachricht ein, Napoleon sei in der Völkerschlacht bei Leipzig vernichtend geschlagen worden. Alle Rheinländer beginnen wieder aufzuatmen; denn das Ende der Besatzung ist greifbar nahe. Jetzt kann auch Anton Wibbel mit gutem Gewissen bekennen, wie er die ungeliebten Franzosen an der Nase herumgeführt hat. Am Ende wird er gar noch von seinen Landsleuten als Widerstandskämpfer gefeiert.

## Musik
Die Oper wurde zu Recht mit dem Attribut „heiter“ versehen, denn die Musik passt sich glänzend dem witzigen Textbuch an. Sie ist melodiös und verbreitet beim Hörer schnell gute Laune. Besonders gelungen ist die Szene, in der der falsche Wibbel beerdigt wird und die Musik pseudofeierliche Trauertöne anschlägt.